# José Vilató Ruiz
José Vilató Ruiz (Barcelona 1916-París 1969) fue un pintor y grabador español conocido con el pseudónimo de J. Fín. Era hermano del también pintor Javier Vilató y sobrino de Pablo Ruiz Picasso.

## Biografía

### Barcelona
Hijo del neuropsiquiatra barcelonés Juan Vilató y de Lola Ruiz Picasso, es el segundo de 7 hermanos, entre los que se encuentra el también pintor Javier (1921-2000). El apelativo de Fin tiene origen familiar: José, Josefín, Fin. El entorno familiar marcará su vocación pictórica. Obras como Ciencia y caridad así como otros cuadros de su tío están colgados en la pared de su casa y durante muchos años, el célebre Arlequín estuvo colgado en el cabezal de su cama, tal y como recuerda la historiadora Pilar Vélez, biógrafa del artista. Muchas de estas obras figuran actualmente en el Museo Picasso de Barcelona.
Rápidamente su interés por la pintura pasa por delante de los estudios y ya a los 14 años empieza a realizar sus primeras obras, que presentará por primera vez en una exposición colectiva en las Galerías Emporium de Barcelona en 1932. Pasa brevemente por la prestigiosa escuela La Lonja y al acabar bachillerato en 1934, realiza una breve estancia en la isla de Mahón, donde sigue pintando y por primera vez vive solo.
Las obras que pinta en este viaje y otras formarán parte de su primera exposición individual en las Galerías Reig de Barcelona, en 1935 y en la que el pintor y crítico de arte José María de Sucre realizará el texto de presentación. Según su amigo el pintor Antoni Clavé, esas obras tenían un carácter surrealista que no estaba presente ni en sus obras anteriores ni posteriores, pero no se conserva ninguna, probablemente debido a la bomba que destruyó su estudio durante la Guerra Civil .

### Guerra Civil
Tras estallar la guerra, se interrumpe su actividad expositiva y se integra en el ejército republicano con su hermano Javier, marchando al frente de Aragón, donde conocerá a Manuel Viola. Posteriormente será enviado a Tárrega, donde entablará amistad para toda la vida con Francesc Melich, que en el futuro editará sus grabados. 
En 1939 se reúne con su hermano Javier, también movilizado y atraviesan la frontera con Francia. Allí serán internados en el campo de concentración de Argelès-sur-Mer, de dónde podrán salir gracias a la intervención de su tío, Picasso.
Acogidos en París por su tío, los hermanos Vilató vuelven a la pintura. La obra de Fin de esos meses en Francia se aleja completamente de su trabajo en Barcelona: óleos y dibujos al carbón oscuros, de carácter escultórico y gran modernidad. En esos meses, se acerca por primera vez a la obra gráfica en el taller de Lacourière donde se estamparon muchos de los grabados de su tío.
Pasan el verano con Picasso y el inicio de la Segunda Guerra Mundial les obliga a regresar a Barcelona el mismo 1939. 

### Regreso a Barcelona
Tras pasar unos días en la prisión de Figueras, se instala en Barcelona. Entre sus primeras actividades estará participar en una exposición colectiva en beneficio de los campos de concentración. 
En un primer momento, su obra adquiere un carácter surrealista con una serie de pinturas y grabados que denominó “Composiciones fafarreicas”, término inventado por el artista. Sin embargo, en 1940, vuelve a su pintura anterior, una figuración sobria. Serán años duros en los que combinará su pintura con el trabajo de pintor decorador, restaurando por ejemplo, la  cúpula de la Iglesia de la Purísima Concepción de la calle Aragón de Barcelona.
A finales de 1940, se ve obligado a realizar el servicio militar en Madrid, lo que le permitirá conocer el Museo del Prado. Aprovechando los permisos, regresaba a Barcelona y seguía pintando y manteniendo cierta actividad expositiva, llegando a compartir galería con Manuel Hugué, Eduardo Yepes o Llorens Artigas. 
1943 será un año clave para Fin, acabará el servicio militar y vuelve a Barcelona. Consigue un taller y entabla amistad con los pintores Ramon Rogent y Alberto Fabra, con ellos y su hermano Javier realizará diversas exposiciones colectivas de pintura y grabado, entre las que destacan las exposiciones de grabados de la galería Pictoria o la participación en la Exposición Nacional de Bellas Artes, ambas en Barcelona, o la celebrada en la galería Clan de Madrid con, entre otros, Rafael Zabaleta, Álvaro Delgado o Luis Castellanos.
Fin depuraría la técnica del grabado en el taller artístico de su amigo Francesc Melich, en el que se instalará en 1945, dejando su antiguo taller a Joan Ponç. Serán sus últimos momentos en Barcelona, ya que en otoño de 1945 será becado por el Instituto Francés junto a su hermano Javier y a Alberto Fabra y se instalará de forma definitiva en París.

### París
En la capital francesa, Fin recupera el contacto con algunos de sus amigos como Antoni Clavé, y se instala en La Ruche. La Ruche (en francés, la colmena) es un edificio de planta circular que desde principios del siglo XX acogía a diferentes artistas. Por allí habían pasado Fernand Léger, Amadeo Modigliani, Ossip Zadkine o Chaim Soutine, entre muchos otros. Sin embargo, a la llegada de Fin, como recuerda su sobrino Xavier, era un lugar “devastado, vacío de casi todos sus artistas por la deportación y los años trágicos de la Segunda Guerra Mundial, apodado “Villa Medicis de la miseria”. Tal vez por ello, su pintura sufre un cambio brusco: se adentra en la abstracción, Lo hace con obras sobrias, con materiales pobres y muchas veces al carbón. Serán años muy productivos artísticamente pero de condiciones de vida muy duras. Se trata de un lugar frío y sucio, en el que apenas puede dormir y en el que se alimentaba de lo que él llamaba “soupe de cailloux” (sopa de guijarros, en francés). Estas penalidades repercutirán en su salud, provocando en el futuro su prematura muerte. En la década de los 50 se instala en la rue Santeuil y, ya integrado en el grupo de artistas españoles de París (participará en exposiciones con, entre muchos otros, Óscar Domínguez, Baltasar Lobo, Antoni Clavé, Hernando Viñes)… su trabajo, tanto en pintura como en grabado, regresará progresivamente a la figuración. En esa década se sucederán las exposiciones en París, pero también en Barcelona, ciudad a la que vuelve para exponer en la Sala Gaspar. Este regreso le permitirá reforzar su relación con Cataluña, ya que iniciará sus estancias veraniegas en Port de la Selva, donde pintará una larga serie de paisajes marítimos. En estos años, seguirá también con una intensa actividad como grabador presentando diversas exposiciones individuales de obra gráfica. La celebrada en 1955 en la galería Vernuil de París contaba con un prefacio de Jean Cocteau. Los años de penurias en La Ruche le pasan factura y en 1952 es objeto de una delicada operación que supondrá la extirpación prácticamente total del estómago, algo de lo que nunca se recuperará del todo. Sin embargo, en el plano personal, meses después de esta operación conocerá a Colette Jacquemin que será su compañera hasta su muerte. La década de los 60 supone una nueva evolución en su pintura, entra en lo que Joan Ainaud de Lasarte denomina “periodo de liberación poética”, en el que pintará naturalezas muertas presididas por instrumentos musicales o composiciones con peces y pájaros de gran gestualidad. 
En 1962 se instalará en Montmartre, donde tendrá su último taller. Allí trabajará intensamente pese a su precaria salud. Participará en exposiciones individuales y colectivas por toda Francia, Suiza, Bahamas…Realiza un gran esfuerzo para su última exposición: una triple muestra en las galerías Grifé i Escoda de Barcelona, Madrid y Palma de Mallorca en 1965 . En los dos últimos años de su vida se verá obligado a guardar reposo durante horas diarias. Trabajará en la decoración de platos de cerámica y dejará varias telas inacabadas. El 8 de marzo de 1969 fallece en París, pocos días después sus restos serán llevados al Cementerio del Poble Nou, donde será enterrado junto a su familia.

## Obra y legado
Rafael Santos Torroella encuadró a Fin en lo que él denomina la generación perdida, los primeros artistas que, antes que el grupo Dau al Set intentaron renovar el panorama artístico barcelonés, y Joan Ainaud de Lasarte sitúa cuatro grandes etapas en su trabajo: la figurativa hasta 1946, la abstracta de 1946 a 1949, el retorno a la figuración de 1950 a 1960, y su época final, la de liberación poética. Siempre tuvo la ambición de ser independiente y crear una obra personal, y en ese sentido hay dos citas de Picasso que le definen. Sobre su obra, al visitar las exposiciones de su sobrino exclamaba “¡al fin un joven que no intenta imitarme” y cuando en 1970 hizo una importante donación de obra para su museo, recordó a Fin diciendo “…Quise muy especialmente a Pepe Fín(…)Pepe era excepcional. Ha muerto joven, no tuvo tiempo de desarrollar en su pintura el gran talento que tenía (...)Era muy discreto. Nunca aprovechaba mi nombre ni  me pedía. ¡Por eso le quise tanto!”.
Tras su muerte, su obra ha sido ampliamente reivindicada. A los pocos meses de fallecer expone en la galería Madaura de Vallauris y en 1971 el Ayuntamiento de Barcelona organizó una completa retrospectiva de su trayectoria. A partir de la década de los 80, la Sala Dalmau de Barcelona ha presentado su obra en diversas individuales y colectivas y en París la galería Saga hará exhaustiva difusión de su obra gráfica.
A nivel institucional, la Biblioteca Nacional de Catalunya es depositaria de gran parte de su trabajo como grabador y en 1998 presentó la exposición “J.Fín (1916-1969). Gravats”. En el catálogo de la misma, el director de la unidad gráfica de la biblioteca, Francesc Fontbona se refirió a esta colección así: “(…)El conjunto es un corpus contundente, de una calidad extraordinaria, que revela en J.Fín una dimensión calcográfica  insospechada para la mayoría. Es, pues, un conjunto único que, a parte de su gran mérito estético, tiene el valor de mostrarnos paso a paso las etapas creativas del artista (…).”. En 1996 su obra entra formar parte de la colección del MACBA y en 1998, el Museo Reina Sofía adquiere la obra “Abstracción”, una pieza de gran formato de su época en La Ruche. Estas instituciones se sumarán, entre otras, al Museo de Arte Moderno de París o el Centro Pompidou. En 2008, la Fundación Vila Casas de Barcelona presentó la retrospectiva “J.Fín a les col•leccions de Barcelona”, centrada en la obra del artista en su ciudad natal y que ofrecía una completa visión de toda su trayectoria. Con motivo de esta exposición adquieren la obra “Gran cortina” que pasa a formar parte de su colección permanente.
La crítica especializada también se ha alabado su trayectoria, en 1996, Xavier Barral i Altet, doctor en historia del arte y director del Museo Nacional de Arte de Cataluña, apuntaba sobre las figuras de Fin y Ramon Rogent: “(…)1955 marca el paso de la pintura a la materia, del color ilusorio a la sobria realidad. Nos interesan los años anteriores. No es verdad que Cataluña no haya tenido arte contemporáneo propio hecho por los jóvenes de la posguerra antes de Antoni Tàpies. Este domina la segunda parte del siglo. Los otros, los Fín y Rogent, también tendrán su lugar en el panteón del arte catalán”.
Josep Maria Cadena crítico de arte en El periódico de Catalunya escribió sobre una de sus exposiciones en la Sala Dalmau: “(…) fallecería en París en 1969, cuando aún era relativamente joven y en sus últimos años la enfermedad que padecía no le había permitido desarrollar plenamente su creatividad. Pero tanto en pintura como en grabado dejó suficiente obra para que le tengamos en más alta estima artística”.
El periodista Lluís Permanyer, reivindicó la obra abstracta de Fin en un artículo en La Vanguardia centrándose en una de sus pinturas: “(…)La titula “Composición” y la plasma según la abstracción más pura, severa, en la que combina con maestría eficaz la pintura y también el collage: unas chinchetas sujetan un sutil entramado lineal a base de cordel. El resultado es prometedor: turba, inquieta y deslumbra. Están aún por esclarecer y valorar no pocos aspectos del nacimiento de la abstracción en aquella posguerra. Es en este contexto que Fin merece una revisión”.
Del 25 de octubre de 2017 al 28 de enero de 2018, el Museo Picasso de Barcelona presenta la exposición “El taller compartido. Picasso, Fín, Vilató, Xavier”, que reivindica el trabajo de la obra gráfica por parte de tres generaciones de artistas de la misma familia.

## Conservación
- Abstracción, 1946, 200 x 200 cm, Pintura diluida, collage de papel y telas adheridas sobre lienzo, Museo Nacional Centro de Arte Reina Sofía, Madrid, España[13]
- Composition n°1, 1949, 100 x 63 cm, Pastel et huile sur contreplaqué, Centre Georges Pompidou, París, Francia[14]
- Nature morte au réveil, 1953, 73 x 92 cm, Huile sur toile, Centre Georges Pompidou, París, Francia[15]
- Nature morte aux rougets, 1955, 63,5 x 100 cm, Huile sur contreplaqué, Centre Georges Pompidou, París, Francia[16]